# Sally Rooney
Sally Rooney (Castlebar, 20 februari 1991) is een Ierse schrijfster. Haar debuutroman Conversations with Friends, in Nederland uitgegeven als Gesprekken met Vrienden, verscheen in 2017 en haar tweede roman Normal People, vertaald als Normale mensen (2019), volgde een jaar later.

## Levensloop
Rooney werd geboren in Castlebar en groeide daar ook op. Haar vader werkte voor Telecom Éireann, haar moeder bestierde een kunstencentrum. Rooney studeerde Engels aan Trinity College te Dublin. Na hier vervolgens aan een masteropleiding politicologie te zijn begonnen, switchte ze naar het mastervak Amerikaanse literatuur, dat ze met succes afrondde. Tijdens haar studie won ze in 2013 het Europees kampioenschap debatteren voor universiteiten. Voordat ze schrijfster werd, was ze administratief medewerker van een restaurant.
Sinds mei 2017 woont ze in Dublin.

## Carrière
Rooney voltooide haar eerste roman, die ze later als "volkomen rotzooi" afdeed, op haar vijftiende.
Sinds 2014 schrijft ze onafgebroken. Ze voltooide haar debuutroman, Conversations with Friends, tijdens haar studie Amerikaanse literatuur. Ze schreef voor het boek honderdduizend woorden in drie maanden tijd.
Nadat Rooney was gecontracteerd door literair agentschap Wylie Agency, werden de uitgeefrechten van Conversations with Friends geveild, waarop door zeven uitgevers een bod werd gedaan. De rechten van het boek werden uiteindelijk aan twaalf landen verkocht. Conversations with Friends werd in juni 2017 uitgegeven door Faber & Faber. Het werd genomineerd voor de Swansea University International Dylan Thomas Prize 2018 en de Rathbones Folio Prize 2018.
Haar korte verhaal Mr Salary werd op 19 april 2016 gepubliceerd in literair tijdschrift Granta, editie 135: New Irish Writing Fiction. In maart 2017 werd het verhaal genomineerd voor de Short Story Award van The Sunday Times. In 2019 werd het opgenomen in een van de 20 miniboekjes die werden gepubliceerd door Faber & Faber ter viering van hun 90-jarig bestaan.
Haar tweede roman, Normal People, verscheen in september 2018, eveneens bij Faber & Faber. In juli 2018 stond het op de longlist van de Man Booker Prize, in november 2018 werd het "Ierse roman van het jaar" bij de Irish Book Awards en in januari 2019 won het de Costa Book Award.

## Geen Hebreeuwse vertaling
In het najaar van 2021 liet Rooney weten dat zij voor een Hebreeuwse vertaling van haar roman Beautiful World, Where Are You? (Prachtige wereld, waar ben je?) geen Israëlische uitgeverij had gevonden die aan de normen van de BDS-beweging, die zij steunt, voldeed. Rooney wees op een eerder dat jaar verschenen rapport van Human Rights Watch, waarin Israël van racisme en apartheid wordt beschuldigd. Israël wordt erin met het apartheidsbewind van Zuid-Afrika van de 20e eeuw vergeleken. Uitgeverij Modan had Rooney benaderd voor een Hebreeuwse vertaling. Volgens de BDS was dit grote uitgevershuis ongeschikt omdat het, volgens deze beweging, samenwerkte met het ministerie van Defensie. Als reactie haalden twee grote Israëlische boekhandelketens (Steimatzky en Tsomet Sfarim) haar boeken uit de verkoop. Rooney's uitgever en vertaler, Modan Publishing House, stelde haar boeken gewoon te blijven verkopen.

## Bestseller 60
| Boeken met noteringen in de Nederlandse Bestseller 60 | Jaar van verschijnen | Datum van binnenkomst | Hoogste positie | Aantal weken | Opmerkingen |
| ----------------------------------------------------- | -------------------- | --------------------- | --------------- | ------------ | ----------- |
| Normale mensen                                        | 2019                 | 23-01-2019            | 16              | 15           |             |
| Prachtige wereld, waar ben je                         | 2021                 | 15-09-2021            | 15              | 5            |             |
| Intermezzo                                            | 2024                 | 02-10-2024            | 5               | 19           |             |

- Bibsys: 1523352732152
- Bibliothèque nationale de France: cb177847822 (data)
- Catàleg d'autoritats de noms i títols de Catalunya: 981058613124506706
- CiNii: DA19928800
- Gemeinsame Normdatei: 1140458604
- International Standard Name Identifier: 0000 0004 7421 3818
- Library of Congress Control Number: no2017108521
- Nationale Bibliotheek van Letland: 000290976
- Bibliotheek van het Japanse parlement: 031656077
- Nationale Bibliotheek van Tsjechië: ola20191030135
- Nationale Bibliotheek van Israël: 987007398523505171
- Nationale en Universitaire bibliotheek Zagreb: 000747209
- Nederlandse Thesaurus van Auteursnamen: 410766968
- Istituto Centrale per il Catalogo Unico: MODV665648
- Système universitaire de documentation: 20439595X
- Virtual International Authority File: 49149912708206212971
- WorldCat: E39PBJjhwVPmjBg6cyXjddmyBP